# Parafia Matki Bożej Królowej Świata w Grodysławicach
Parafia Matki Bożej Królowej Świata w Grodysławicach – parafia rzymskokatolicka znajdująca się w dekanacie Łaszczów, w diecezji zamojsko-lubaczowskiej. 
Na obszarze parafii leżą miejscowości: Grodysławice, Grodysławice-Kolonia, Józefówka (część), Pukarzów, Wólka Pukarzowska.